# Sphinxtor (Ḫattuša)

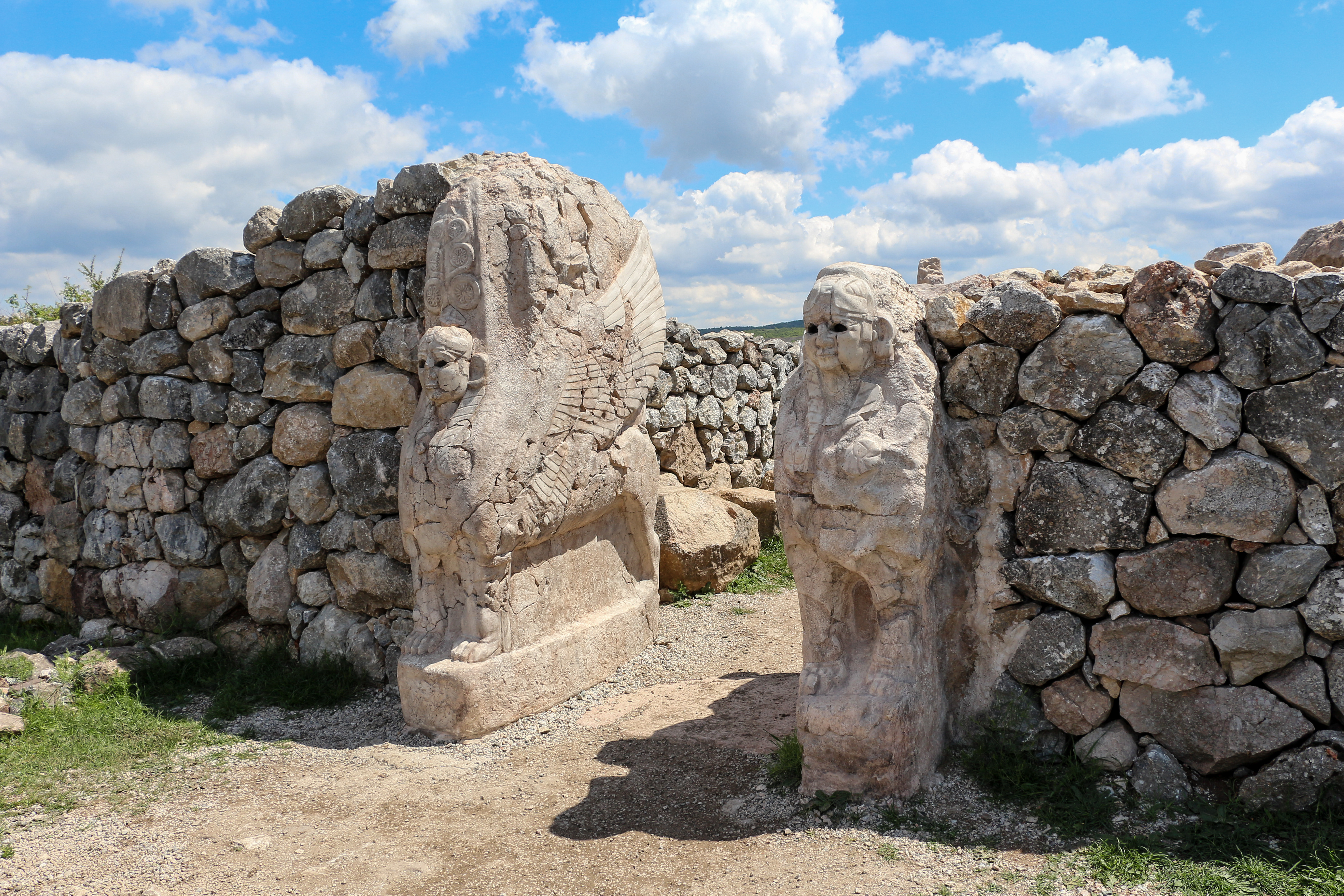
Innenseite des Sphinxtores, östliche Sphinx

Das Sphinxtor, auch Sphingentor, in Ḫattuša ist das südlichste Tor der hethitischen Hauptstadt. Unter den fünf bekannten Toranlagen in der Außenmauer der Stadt hat es eine besondere Funktion, da es nicht nur als Stadteingang, sondern auch für kultische Zwecke genutzt wurde. Es ist nach den vier Sphinxfiguren benannt, die außen und innen das Tor bewachten.

## Lage
Das Areal von Ḫattuša liegt im nördlichen Zentralanatolien in der Türkei beim Ort Boğazkale (früher und in der archäologischen Literatur Boğazköy). Die Stadt ist von einer 6,6 Kilometer langen Außenmauer umgeben. In deren Verlauf wurden bis heute fünf monumentale Toranlagen entdeckt, von Westen nach Osten das untere und das obere Westtor, das Löwentor, das Sphinxtor und das Königstor. Das Sphinxtor liegt am südlichsten Punkt der Stadtmauer und auf dem Scheitelpunkt des Walls von Yerkapı, der den südlichen Abschluss der Stadt bildet. Damit ist das Sphinxtor auch der höchste Punkt des Stadtgebiets. An der Innenseite dieses Walls führt heute im weiten Bogen parallel zur Stadtmauer die moderne Straße entlang, über die die heutigen Besucher das Gelände erkunden können. In hethitischer Zeit führte ebenfalls eine Straße von Taanıkkaya im Westen der Stadt entlang der Stadtmauer bis zum Königstor und von dort weiter bis zur Königsburg Büyükkale. Diese verlief allerdings direkt an der Innenseite der Mauer auf der Höhe von Yerkapı und nicht, wie die moderne Straße, am inneren Fuß des Walls. Von dort ist das Tor über eine Treppe zu erreichen. Dabei passiert man etwas unterhalb den Eingang zu dem Gang, der hier unter der Bastion von Yerkapı hindurch zur Stadtaußenseite führt. Die Funktion dieser Poterne ist bis heute nicht abschließend geklärt. Vom Sphinxtor aus hat man einen weiten Überblick über die Stadtanlage. Auf der gegenüberliegenden Straßenseite ist das obere Tempelviertel zu sehen, rechts dahinter Büyükkale, gerade nach Norden reicht der Blick bis zur Unterstadt mit dem Großen Tempel und links sind die früher bebauten Felsformationen von Yenicekale und Sarıkale zu sehen.

## Beschreibung

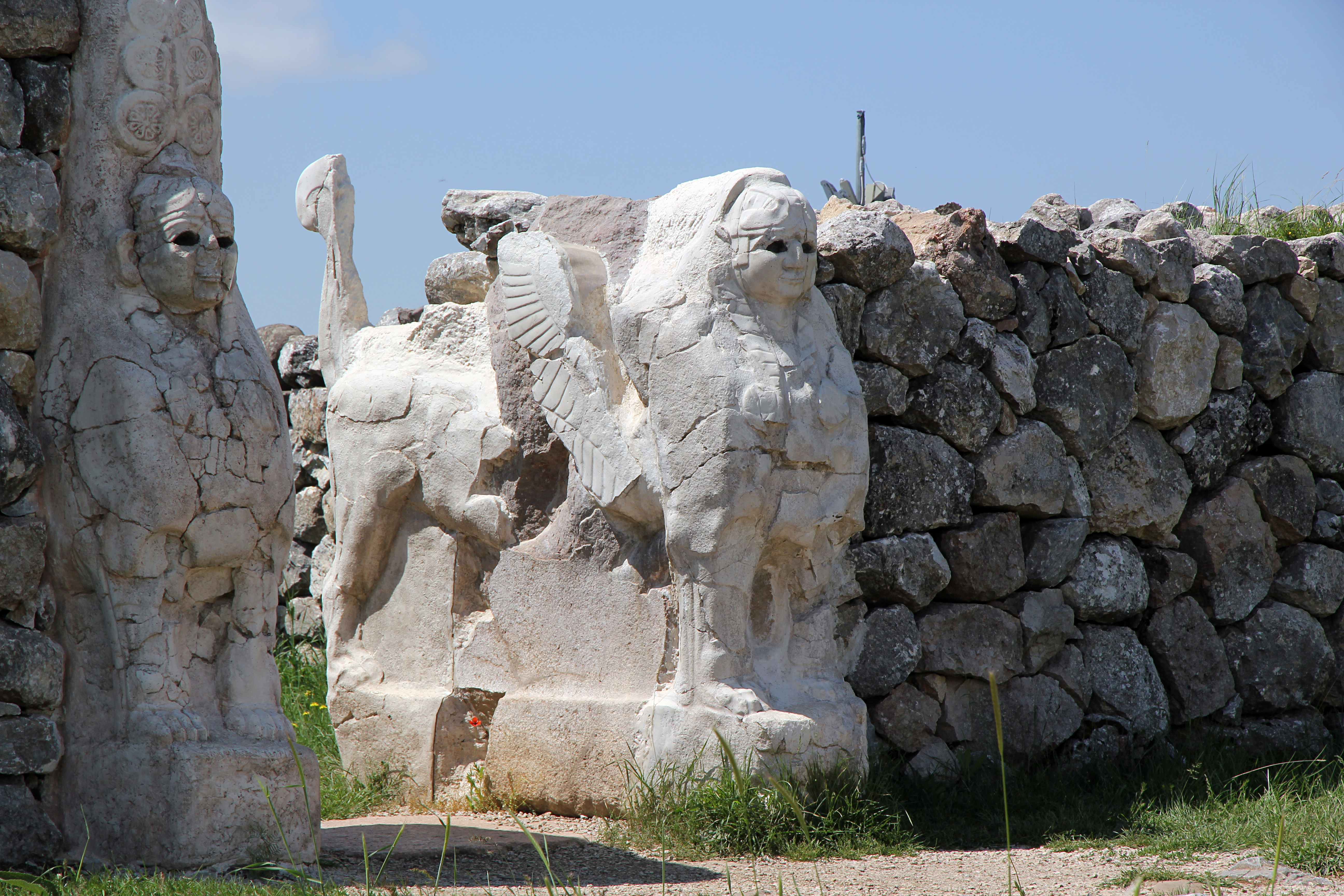
Innenseite westliche Sphinx

Während die anderen vier Stadttore parabolische Öffnungen haben und von zwei Türmen flankiert sind, hat das Sphinxtor einen Eingang durch einen Torturm mit zwei rechteckigen Türöffnungen, die von Türstürzen abgeschlossen wurden. Der äußere Eingang hatte eine Höhe von 2,78 Metern und eine Breite von 1,30 Metern, der innere Durchgang ist etwas nach Osten versetzt und hat die gleiche Breite. Das Außentor war mit zwei Türflügeln verschließbar, das Innentor dagegen war immer frei begehbar. An den Angelsteinen seitlich der Türschwelle sind noch die Spuren der aufschwingenden Torflügel zu erkennen. Das Sphinxtor war nicht, wie die anderen Tore, für Wagen geeignet, sondern ein reines Fußgängertor. Es ist von außen nur über die beiden Treppen erreichbar, die im Osten und Westen auf den steilen Wall von Yerkapı hinaufführen.
Die Toranlage war von vier Sphinxfiguren geschmückt, die paarweise innen und außen das Tor flankierten. Heute sind auf der Innenseite Kopien aufgestellt, die  restaurierten Originale befinden sich im lokalen Museum von Boğazkale. An der Außenseite ist lediglich ein Fragment der westlichen Sphinx zu sehen, der Gesicht, Brust und große Teile des Kopfschmuckes fehlen. Der Block mit der rechten, östlichen Sphinx fehlt vollständig, er wurde wohl schon in antiker Zeit als Baumaterial entfernt. Der erhaltene Laibungsblock wurde zerbrochen im Vorfeld des Tores gefunden. Auch er weist auf der Rückseite Rillen auf, die die römischen oder byzantinischen Handwerker zur Vorbereitung der Zerteilung in transportable Stücke dort anbrachten.

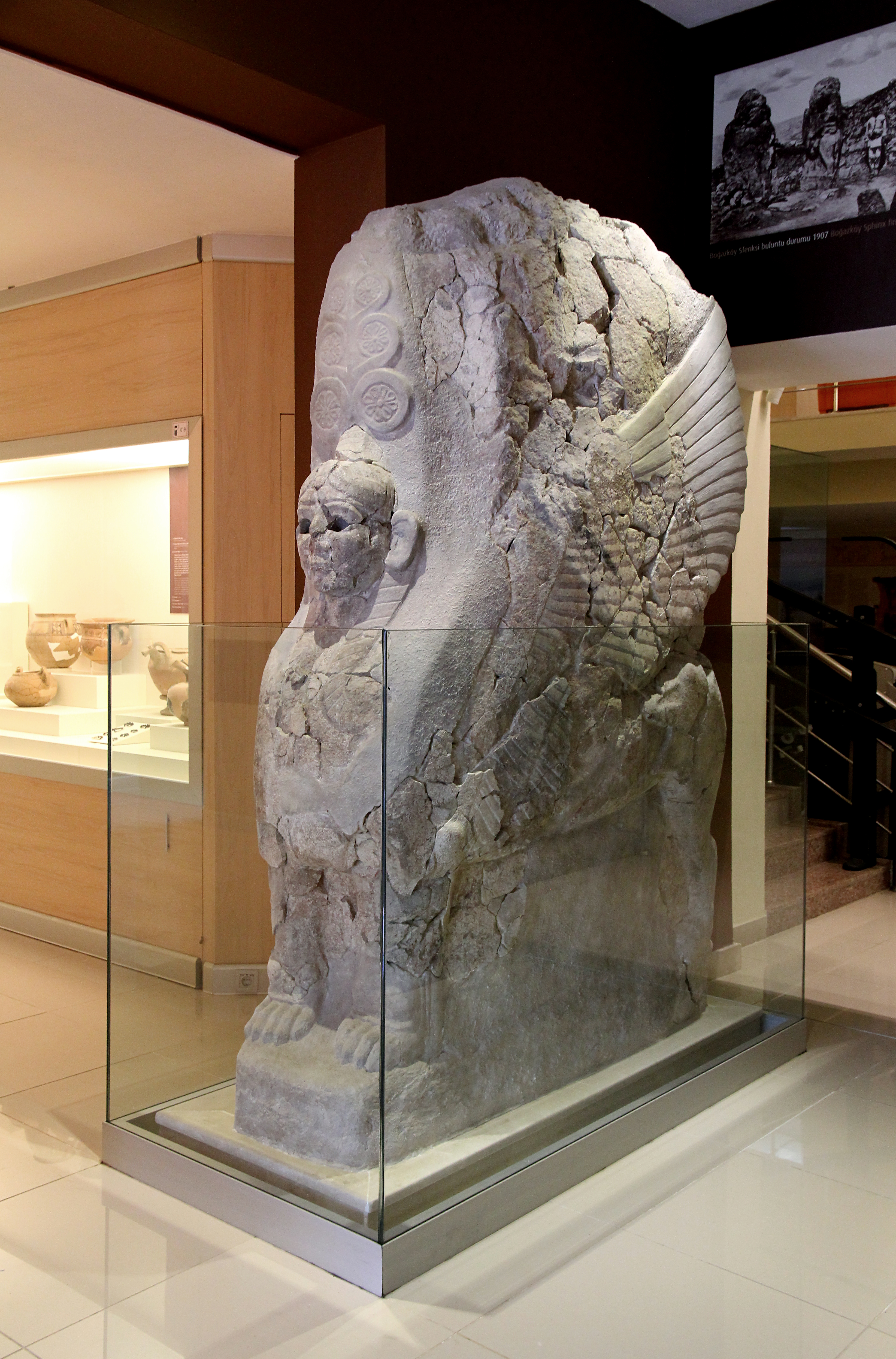
Original der östlichen Sphinx im Museum Boğazkale

Die beiden Sphinxfiguren der Stadtseite waren 1907 ausgegraben worden und durch Brandeinwirkung stark zerstört. Nach der Restaurierung konnten 20012/13 Kopien wieder am Sphinxtor aufgestellt werden und vermitteln einen Eindruck des früheren Aussehens der Toranlage. Die Gestalt der Sphinx kam Anfang des 2. Jahrtausends von Ägypten über Syrien nach Zentralanatolien. Dort wurden männliche Sphinxfiguren mit Hörnermütze (vermutlich awiti- genannt), hauptsächlich auf Siegeln, zum Attribut von Göttern. Die weibliche Sphinx (wohl dammaššara-), erkennbar unter anderem an Gesichtszügen und Körperformen, übernahm eine Funktion als Zeuge und Bewacher von Kulthandlungen und Verträgen. In dieser Funktion tritt sie vor allem in der hethitischen Großreichszeit häufig als Torwächterfigur auf. Die am vollständigsten erhaltene Figur an der Ostseite des Tores ist 2,58 Meter hoch. Die Flügel und der Leib sind als Relief gestaltet, während Kopf, Brust, Vorderbeine und der Kopfschmuck als Vollplastik gearbeitet sind. Das Gesicht weist runde Formen auf, der Mund ist zusammengepresst, die Augen waren eingelegt. Zu beiden Seiten des Gesichts fallen breite Zöpfe herab, die auf der Brust lockig auslaufen. Sie bilden die nach der ägyptischen Göttin genannte Hathor-Frisur. Der Kopf ist mit einem Helm bekleidet, auf dem vorn als Gotteszeichen Hörner dargestellt sind. Darüber erhebt sich eine Spitzmütze. Sie ist mit sechs Rosetten geschmückt, wie sie ähnlich auch auf einer Sphinxfigur vom Tor auf dem Nişantaş im Museum Boğazkale erkennbar sind. Seitlich erhebt sich ein großer Flügel, über den stämmigen Hinterbeinen steht katzenartig der Schwanz nach oben.
Auf der der Stadt zugewandten Seite war dem Tor ein Vorbau vorgelagert. Er bestand aus mehreren Räumen. Einer davon, der direkt vor dem Tor liegt, nimmt die gesamte Breite des Torturms ein und hat eine Tiefe von 1,40 Metern. Er stellt vermutlich eine offene Vorhalle dar. Zwei rechts und links anschließende kleine Kammern waren wohl Wächterstuben. Westlich schließt sich ein Komplex von 16 × 8 Metern aus länglichen Räumen an, dessen Funktion unklar ist.
Auf dem Flügel der westlichen Sphinx ist etwa in Augenhöhe ein Graffito in luwischen Hieroglyphen eingepunzt. Zu erkennen sind die beiden Zeichen  REX für König und  SCRIBA für Schreiber. Der türkische Hethitologe Metin Alparslan schließt daraus unter Vorbehalt, dass ein des Schreibens kundiger König für die Inschrift verantwortlich ist. Der britische Hethitologe John David Hawkins erkennt außerdem das Zeichen  AURIGA für Wagenlenker und liest somit den Text als Wagenlenker des Königs, Niya, der Schreiber (King’s Charioteer Niya, the Scribe).
Die Toranlage hatte wahrscheinlich gemeinsam mit dem mächtigen, gepflasterten Wall von Yerkapı eine rituelle Funktion. Der deutsche Prähistoriker und frühere Grabungsleiter Jürgen Seeher vermutet, dass die Rampe als gewaltige Bühne für kultische Handlungen genutzt wurde. Dabei hielt sich außen die Masse der Zuschauer auf und erwartete das Erscheinen eines Priesters mit einem Kultbild aus dem Sphinxtor. Die Errichtung der monumentalen Tore in der Stadtmauer wird ins 14. oder 13. Jahrhundert v. Chr. datiert.

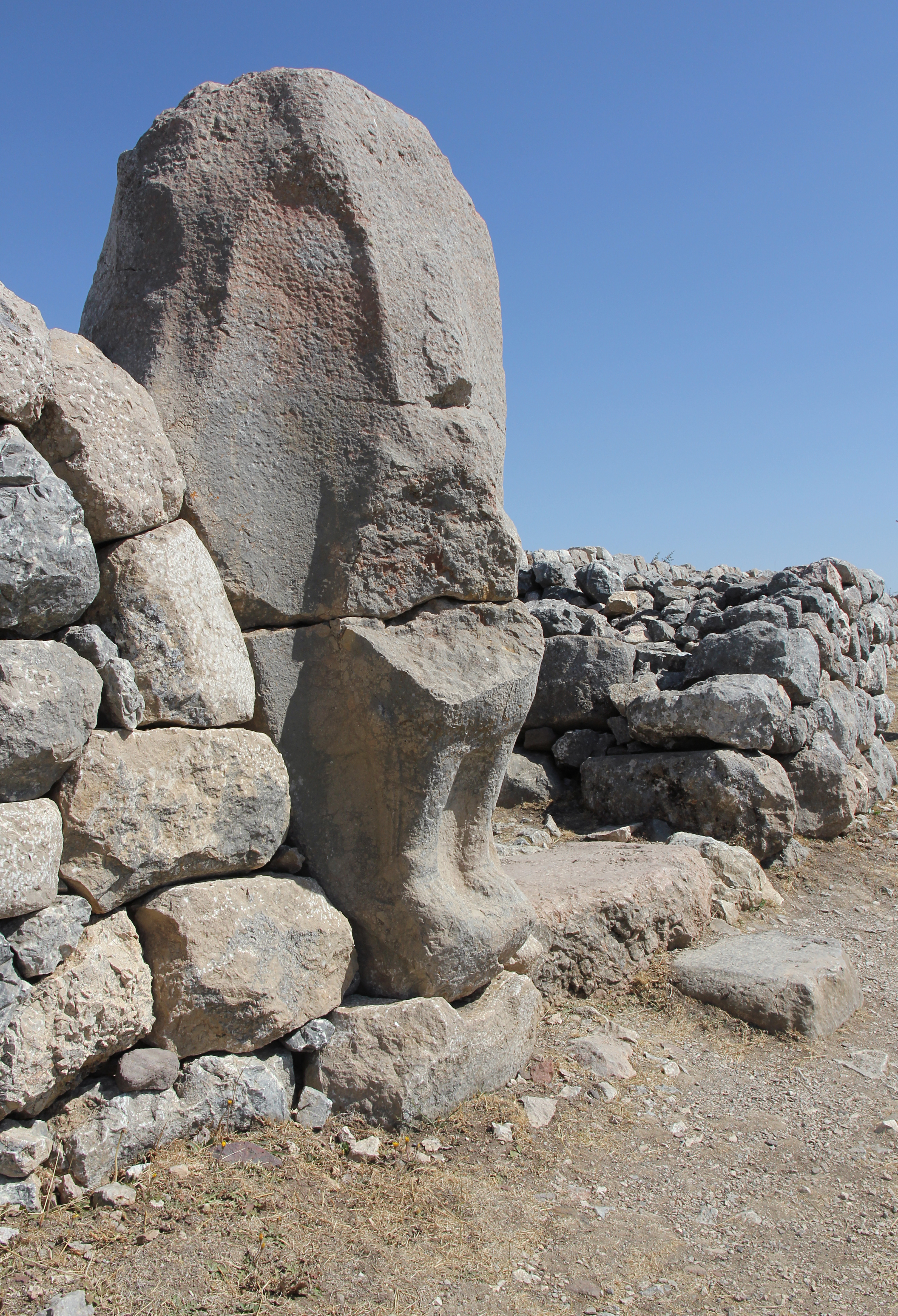
Äußere Sphinx
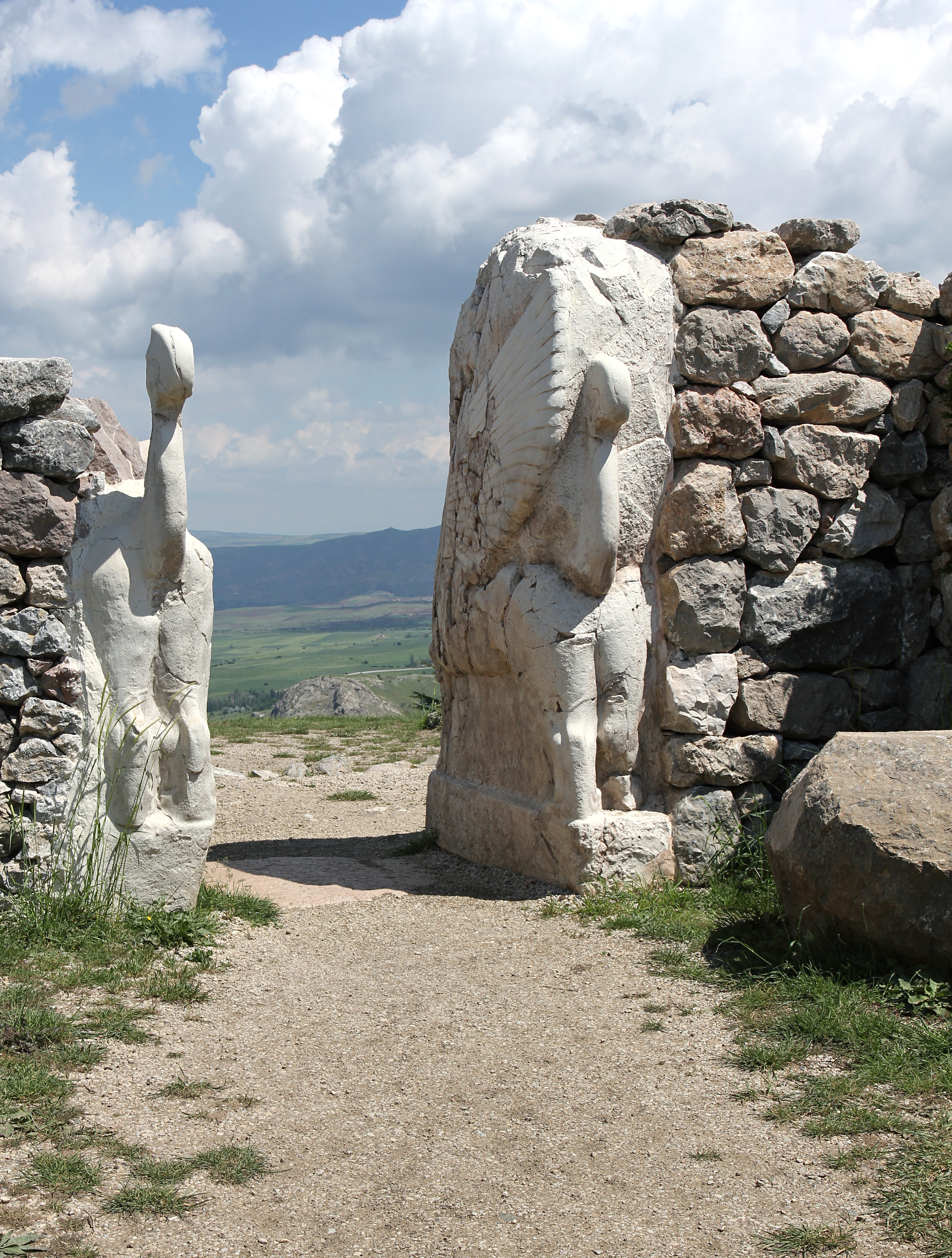
Hinterleiber der inneren Sphingen
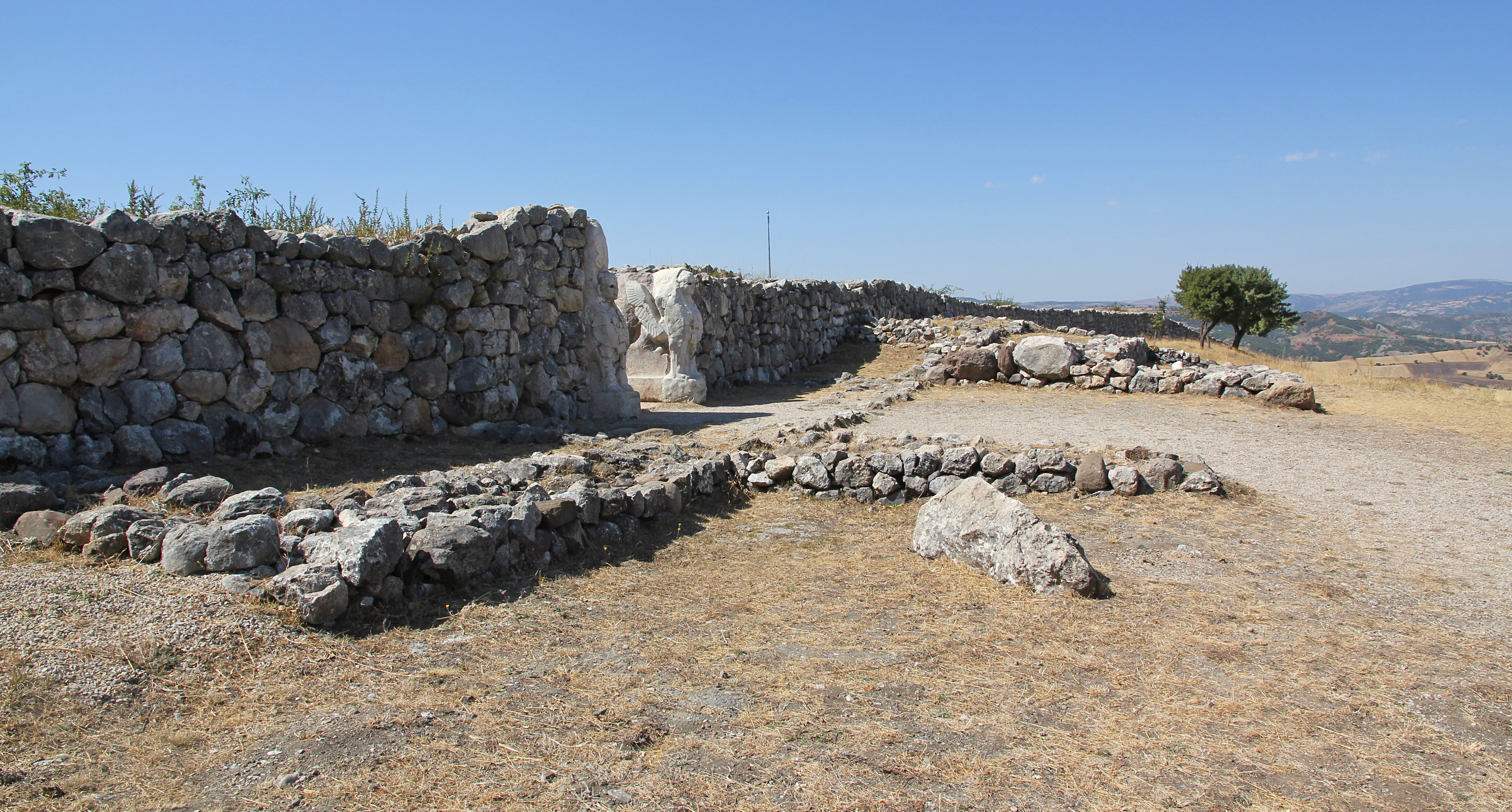
Vorbau
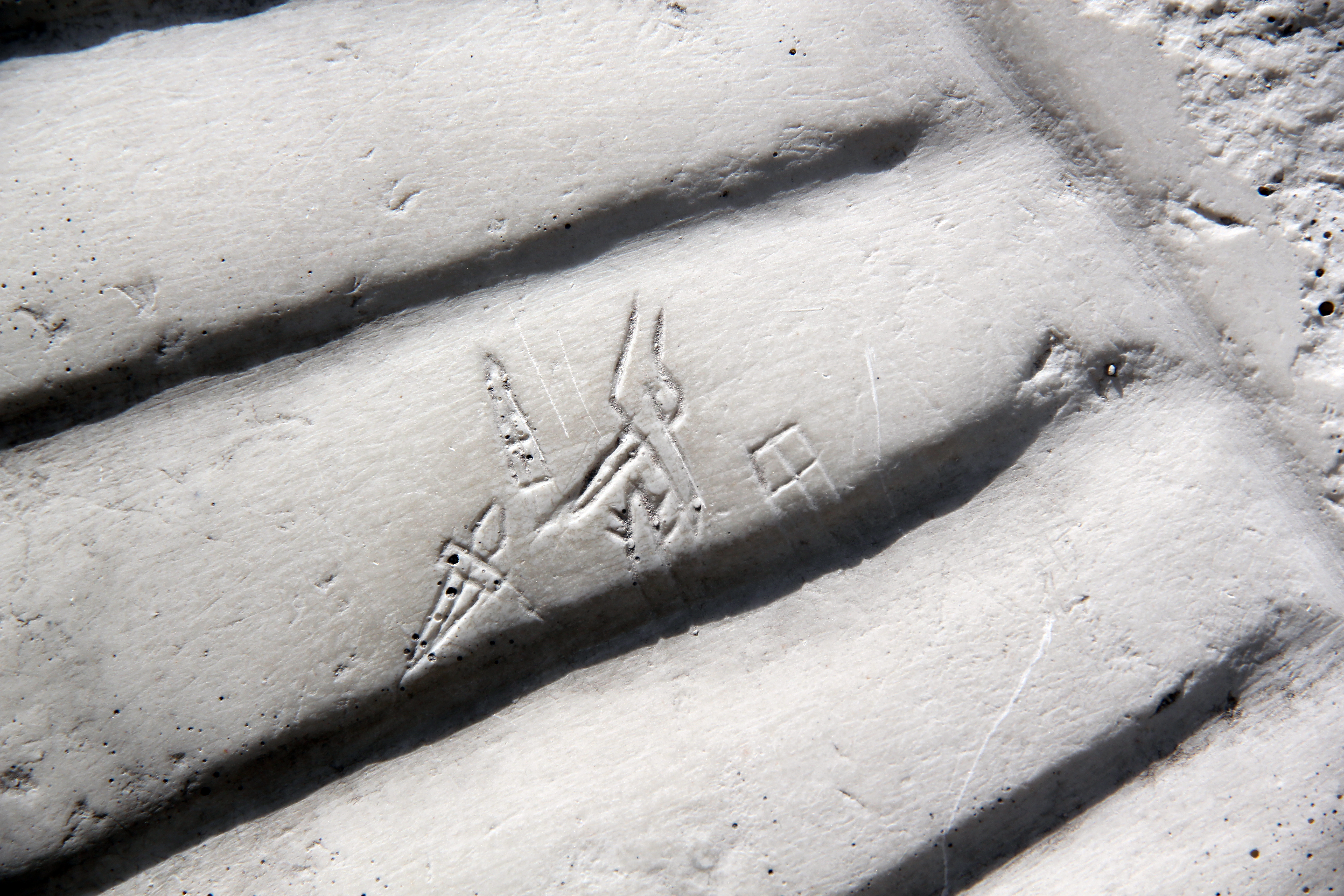
Inschrift am Flügel der westlichen Sphinx
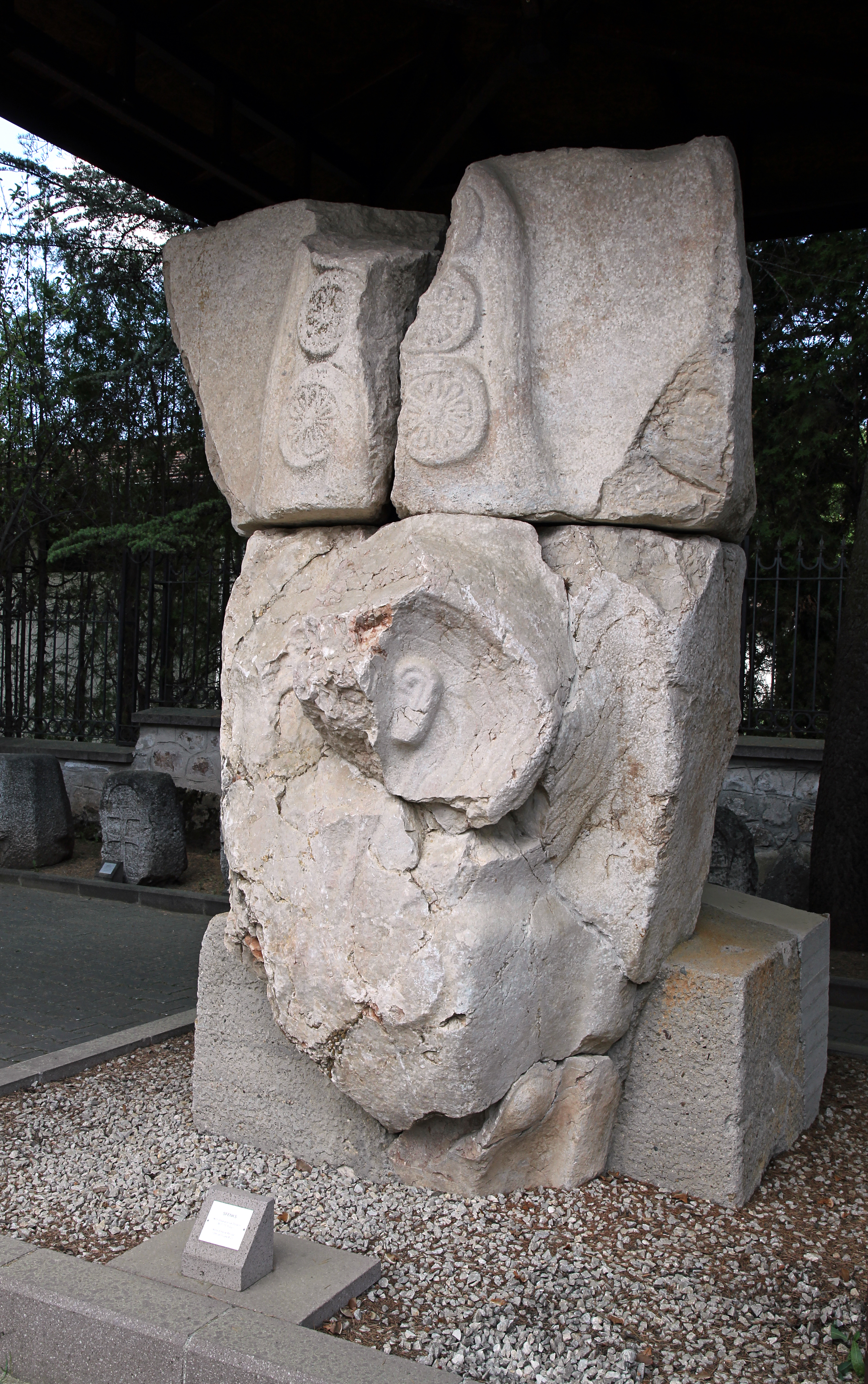
Torsphinx vom Nişantaş im Museum Boğazkale

## Forschungsgeschichte
Bei den frühen Ausgrabungen unter Leitung des Assyriologen Hugo Winckler und von Theodor Makridi, einem Kurator des Istanbuler Archäologischen Museums, wurde bereits 1907 die Torkammer freigelegt. Die beiden Blöcke mit den inneren Sphinxfiguren waren durch Brandeinwirkung so stark zerstört, dass sie zur Restaurierung abgebaut und später nach Berlin ins Vorderasiatische Museum verbracht wurden. Die besser erhaltene westliche Sphinx wurde nach der Restaurierung 1924 ans Istanbuler Museum zurückgegeben. Um die zweite, in Berlin verbliebene Skulptur entspann sich ein Streit zwischen der Türkei, die die Rückgabe forderte, und den deutschen Museen. Nachdem der Streit eskalierte bis zur türkischen Drohung mit dem Entzug der Grabungslizenz für Ḫattuša, wurde schließlich 2011 auch die östliche Figur rückgeführt. Die Originale wurden im örtlichen Museum in Boğazkale aufgestellt, am Sphinxtor selbst wurden 2012 und 2013 Kopien installiert, die nach einer Silikonform angefertigt wurden, die das Berliner Museum erstellt hatte. Die Kopien wurden derart gestaltet, dass für den Betrachter erkennbar ist, welche Stücke original und welche restauriert sind.
1976 wurde unter der Grabungsleitung von Peter Neve die Figur der äußeren westlichen Sphinx wieder aufgestellt, die schon von Otto Puchstein am Anfang des 20. Jahrhunderts zerbrochen im Vorgelände des Tores gesehen wurde. 1977/78 wurden die Grundmauern des Torvorbaus freigelegt.